# Université de Palestine
L'université de Palestine, en arabe : جامعة فلسطين, est une université privée située à Al-Zahra, dans la bande de Gaza, en Palestine. Elle est créée en 2005, ce qui en fait l'un des plus jeunes établissements d'enseignement supérieur de Gaza. Elle est détruite par Tsahal le 17 janvier 2024.